# Koorenhuis
Het Koorenhuis is een cultureel centrum in de binnenstad van de Nederlandse stad Den Haag.

## Geschiedenis
Het Koorenhuis werd als korenbeurs gebouwd in 1662-1663, aan de Prinsegracht in Den Haag. Het was een gebouw waar koren werd opgeslagen en verhandeld. De korenmarkt werd gehouden op maandag en vrijdag van 8.00 tot 13.00 uur. Het gebouw werd gebouwd in classicistische stijl. Voor het ontwerp was waarschijnlijk Urbanus Talibert van Yperen verantwoordelijk, die ook het tuchthuis had ontworpen, iets verderop aan de Prinsegracht. Urbanus van Yperen was naast architect ook kunstschilder en een van de oprichters van Confrerie Pictura, die een etage in het korenhuis zou gaan huren. Het gebouw is van 1663 tot 1867 gebruikt als korenbeurs, waarna de markthal op de begane grond werd ingericht tot hulpwaag voor varkens.
De graanhandelaren maakten nooit van het hele gebouw gebruik. Zij benutten slechts de begane grond voor de handel en de zolder om graan op te slaan. De verdieping van dit drie lagen tellende gebouw, werd al vanaf de oplevering verhuurd voor sociale- en culturele doelen. Zo hadden de gildes van zadelmakers en karosmakers er vergaderruimte.

### Confrèrie Pictura
De meest bekende huurder was de Confrèrie Pictura, een genootschap van kunstenaars dat van 1656 tot 1849 bestond in Den Haag. Zij maakten vanaf 1680 gebruik van enkele ruimten in het korenhuis. Om te vergaderen, maar ook om elkaars werken te beoordelen. In 1682 richtten enkele van de leden de Haagsche Teekenacademie op, die later zou uitgroeien tot de Koninklijke Academie van Beeldende Kunsten. Tot 1839 zou deze academie in het korenhuis blijven, waarna zij verhuisden naar een speciaal voor hen gebouwd pand aan de Haagse Prinsessegracht.

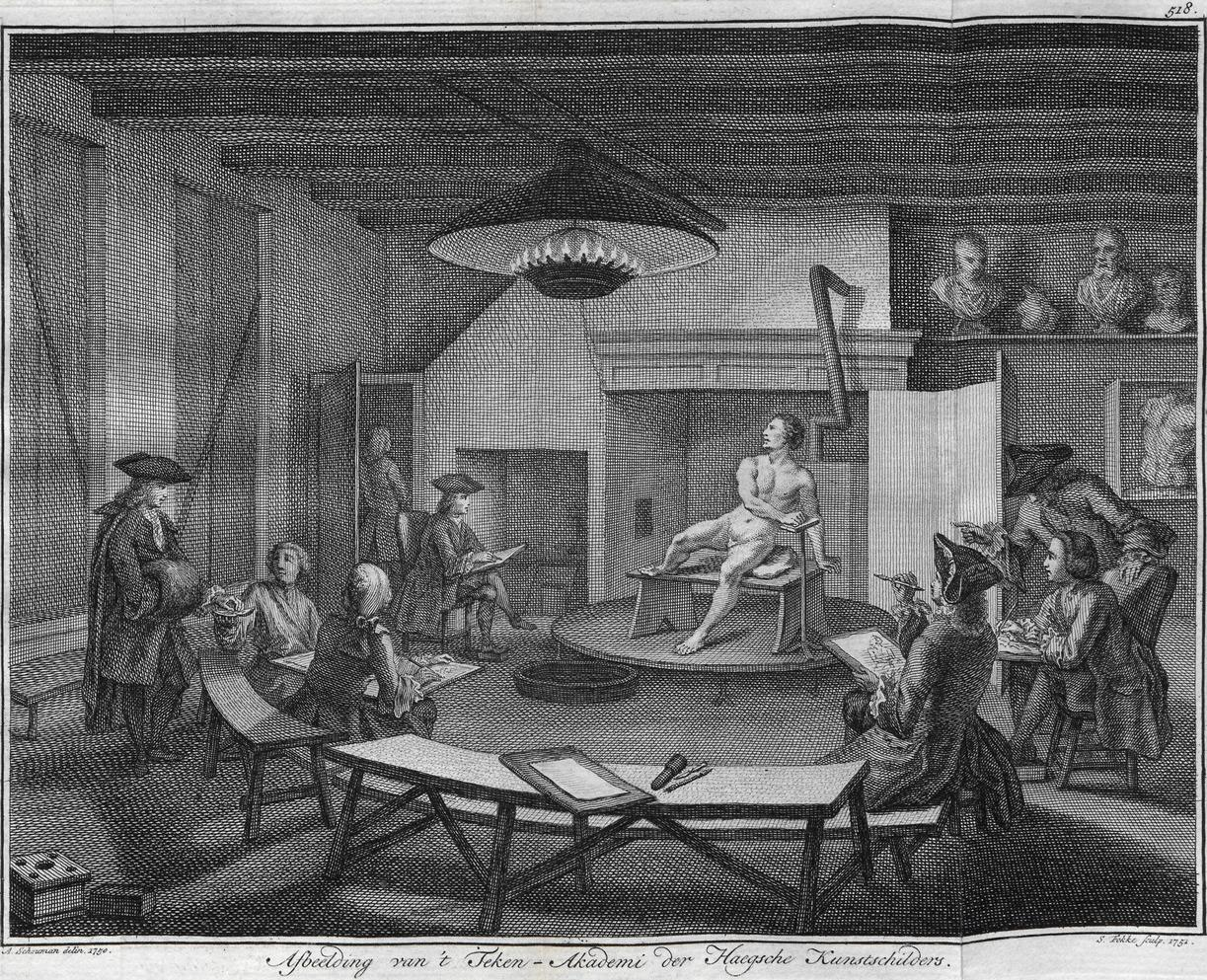
Studenten van de Haagsche Teekenacademie in het korenhuis (1751)

## Huidige functie
In het gebouw zijn diverse organisaties gevestigd. De Kunst Onderwijs Organisatie (KOO) biedt kunstopleidingen aan, De MBO opleiding 'Dutch Academy of Performing Arts' leidt op tot acteur. De organisatie CultuurSchakel zet zich in om scholen te ondersteunen bij het integreren van kunst en cultuur in het lesaanbod en ondersteunt initiatieven op het gebied van vrijetijdskunst. Ook worden er cursussen en workshops gegeven op het gebied van drama, dans, muziek, theater, beeld & media, beeldende kunst en literatuur. Verder worden er festivals en muziekoptredens georganiseerd.
- Virtual International Authority File: 167865001